# Austrian Open (snooker)
Austrian Open – snookerowy turniej nierankingowy rozgrywany w austriackim Wels. Pierwsza edycja tego turnieju odbyła się w roku 1992, jednakże dopiero od 2007 roku stał się ważnym turniejem przyciągającym wielu profesjonalistów. Aktualnym obrońcą tytułu jest Mark Williams (Walia), który w 2012 wygrał w finale z Anglikiem Matthew Couchem.
W roku 2009 turnieju nie rozgrywano. W 2010 roku odbyła się kolejna edycja, skupiająca 24 (z wszystkich 96) profesjonalistów, w tym ówczesnych: mistrza świata Neila Robertsona oraz wicemistrza świata Graeme'a Dotta.

## Finały turnieju
| Rok  | Zwycięzca     | Przegrany      | Wynik finału |
| ---- | ------------- | -------------- | ------------ |
| 2007 | Tom Ford      | Stephen Lee    | 5–4          |
| 2008 | Ryan Day      | Jamie Cope     | 6–4          |
| 2010 | Judd Trump    | Neil Robertson | 6–4          |
| 2012 | Mark Williams | Matthew Couch  | 6–5          |